# Joseph Vogt
Joseph Vogt (Schechingen, 23 de junio de 1895-Tubinga, 14 de julio de 1986) es un historiador alemán. Su nombre permanece ligado al nacimiento de la enciclopedia Aufstieg und Niedergang der römischen Welt ('Ascenso y caída del mundo romano'), que se publicó por primera vez con motivo de su 75 cumpleaños.

## Biografía
Después de estudiar teología en 1913, estudió filología y arqueología clásica en la Universidad Eberhard Karl de Tubinga y participó en excavaciones arqueológicas en Egipto, Palestina y el norte de África.
Profesor en Tubinga de historia de la Antigüedad clásica, su carrera lo llevó a Würzburg (1929-1936), a Breslau (1936-1940), y de nuevo a Tubinga (1940-1944), a Friburgo de Brisgovia (1944-1945), y a partir de 1946 finalmente a Tubinga, de cuya universidad fue rector (1958-1959).
Renombrado académico en la década de 1930, se unió a las SA en 1933, después a la Nationalsozialistischer Lehrerbund (Liga Nacionalsocialista de Maestros) y finalmente se unió al Partido Nazi en 1937. En 1942, fue miembro correspondiente del Instituts zur Erforschung der Judenfrage (Instituto para el Estudio de la Cuestión Judía). Sitúa entonces su obra en el marco de las teorías raciales del Tercer Reich y presenta la historia romana como un choque de razas, en el que Roma tuvo que luchar contra la raza semítica representada por Cartago y preservar «la futura civilización occidental del miasma de esta plaga fenicia». La derrota nazi provocó la suspensión de sus funciones en septiembre de 1945. Sin embargo, se reintegró rápidamente a la universidad y retomó su puesto en Tubinga en 1946. A partir de los años 1950 dirigió un importante programa de investigación sobre la esclavitud antigua en el marco de la Academia de Maguncia.

## Publicaciones en español
- La decadencia de Roma: metamorfosis de la cultura griega, 200-500. Madrid, 1968.
- El concepto de la historia de Ranke a Toynbee. Madrid, 1974.